# Octavio Antonio Beras Rojas
Octavio Antonio Beras Rojas (Seibo, 16 novembre 1906 – Santo Domingo, 30 novembre 1990) è stato un cardinale e arcivescovo cattolico dominicano.

## Biografia
Nacque nella cittadina di El Seibo il 16 novembre 1906.
Il 13 agosto 1933 fu ordinato presbitero per l'arcidiocesi di Santo Domingo.
Il 2 maggio 1945 fu eletto arcivescovo coadiutore della stessa arcidiocesi, e ordinato vescovo il 12 agosto dello stesso anno per l'imposizione delle mani del cardinale Manuel Arteaga y Betancourt con il titolo di arcivescovo titolare di Eucaita.
Il 10 dicembre 1961 divenne arcivescovo della stessa arcidiocesi, succedendo a Ricardo Pittini. L'8 dicembre 1962 fu eletto anche ordinario militare in Repubblica Dominicana.
Papa Paolo VI lo elevò al rango di cardinale nel concistoro del 24 maggio 1976, cardinale presbitero del titolo di San Sisto. Divenne così il primo cardinale dominicano.
Lasciò la carica di arcivescovo di Santo Domingo il 15 novembre 1981. L'anno seguente rinunciò anche alla carica di ordinario militare.
Morì il 30 novembre 1990 all'età di 84 anni.

## Genealogia episcopale e successione apostolica
La genealogia episcopale è:
- Cardinale Scipione Rebiba
- Cardinale Giulio Antonio Santori
- Cardinale Girolamo Bernerio, O.P.
- Arcivescovo Galeazzo Sanvitale
- Cardinale Ludovico Ludovisi
- Cardinale Luigi Caetani
- Cardinale Ulderico Carpegna
- Cardinale Paluzzo Paluzzi Altieri degli Albertoni
- Papa Benedetto XIII
- Papa Benedetto XIV
- Papa Clemente XIII
- Cardinale Bernardino Giraud
- Cardinale Alessandro Mattei
- Cardinale Pietro Francesco Galleffi
- Cardinale Giacomo Filippo Fransoni
- Cardinale Carlo Sacconi
- Cardinale Edward Henry Howard
- Cardinale Mariano Rampolla del Tindaro
- Cardinale Antonio Vico
- Arcivescovo George Joseph Caruana
- Cardinale Manuel Arteaga y Betancourt
- Cardinale Octavio Antonio Beras Rojas

La successione apostolica è:
- Vescovo Juan Félix Pepén y Soliman (1959)
- Vescovo Roque Antonio Adames Rodríguez (1966)
- Vescovo Príamo Pericles Tejeda Rosario (1975)
- Vescovo Ronald Gerard Connors, C.SS.R. (1976)
- Vescovo Fabio Mamerto Rivas Santos, S.D.B. (1976)
- Vescovo Jesús María de Jesús Moya (1977)
- Cardinale Nicolás de Jesús López Rodríguez (1978)
- Vescovo Jerónimo Tomás Abreu Herrera (1978)